# Florian Lobeck

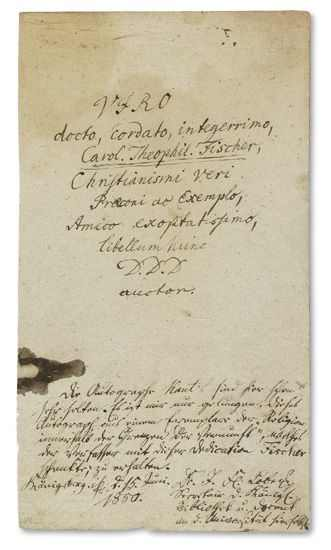
Certificado de autenticidad de Lobeck bajo una dedicación de Kant

Justus Florian Lobeck, conocido en Chile como: Justo Florián Lobeck  (16 de enero de 1816 en Profen, Landkreis Zeitz, Provinz Sachsen; † 18 de agosto de 1869 en Santiago de Chile) fue un filólogo y bibliotecario alemán.

## Obra
- Como editor – Friedrich Reinhold Dietz. Sorani Ephesii de Arte obstetricia morbisque mulierum quae supersunt. Ex apographo Friderici Reinholdi Dietz nuper fato perfuncti primum edita. 1838[3]
- Quaestionum Ionicarum Liber: Quo novam Hippocratis editionem indicit. 1850 (GoogleBooks)
- Beiträge zur Kenntnis des Dialekts des Hippokrates. 1853 (GoogleBooks)
- Historiae litterarum Romanarum brevis enarratio (GoogleBooks)
- Festrede, gehaltem im Deutschen Verein zu Santiago de Chile am 15. Aug. 1868, Helfmann, Valparaíso 1869
- Progymnasmata latina: Colección de ejercicios latinos i castellanos, destinada a los alumnos de la segunda clase de humanidades del Instituto Nacional i colejios de la República de Chile. Santiago: Imprenta chilena, 1862 (Digitalisat)

## Literatura
- George Friedrich Hartung: Akademisches Erinnerungs-Buch für die, welche in den Jahren 1817 – 1844 die Königsberger Universität bezogen haben. (GoogleBooks)
- Wilhelm Schmiedeberg: Album amicorum. Blätter der Erinnerung. Königsberg i. Pr. 1835–1839